# Dettwiller
Dettwiller is een gemeente in het Franse departement Bas-Rhin (regio Grand Est). De gemeente maakt deel uit van het arrondissement Saverne. Dettwiller telde op 1 januari 2022 2.569 inwoners.

## Geografie
De oppervlakte van Dettwiller bedroeg op 1 januari 2022 10,77 vierkante kilometer; de bevolkingsdichtheid was toen 238,5 inwoners per km². 

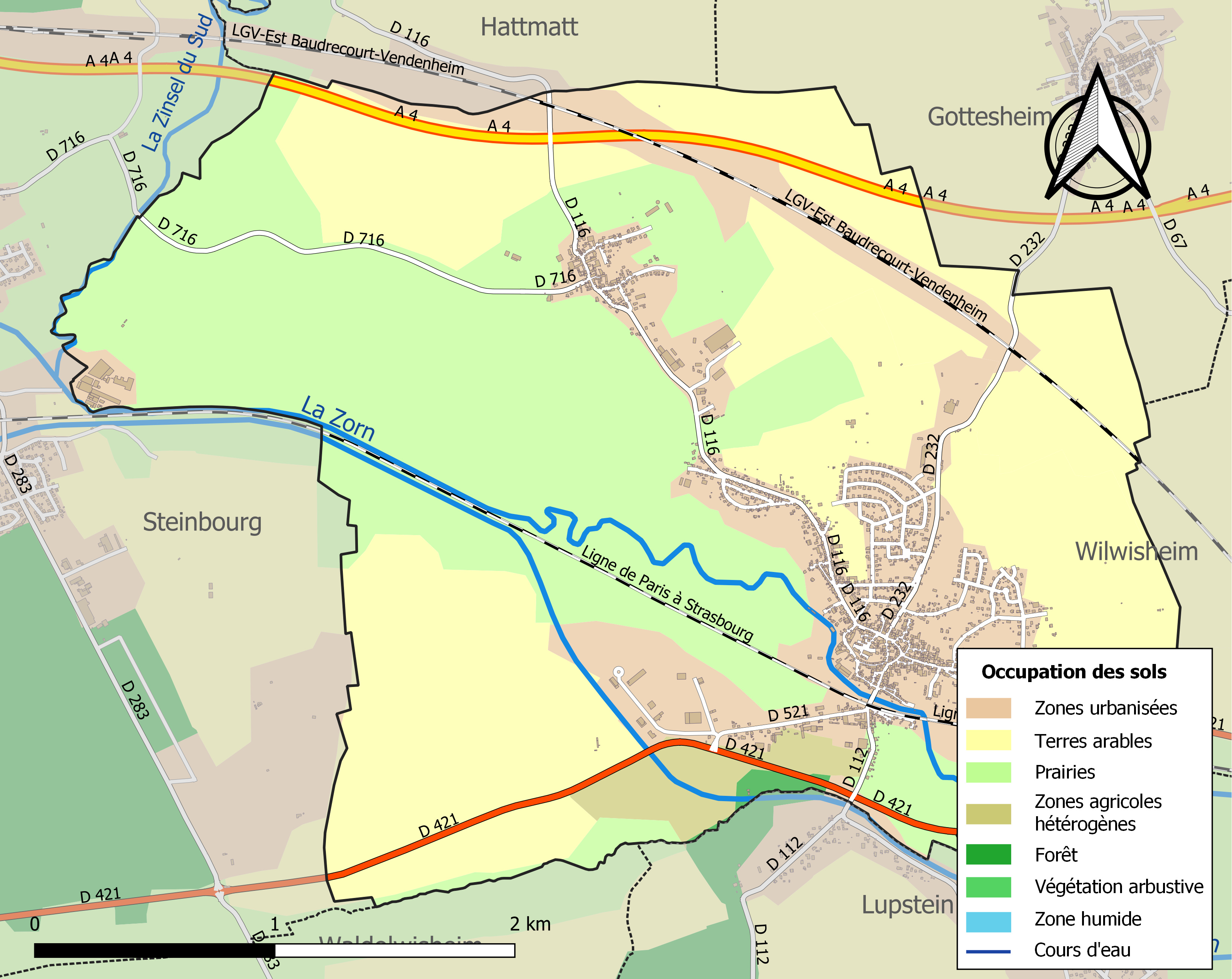
Kaart van de gemeente met de belangrijkste infrastructuur, bodemgebruik en omliggende gemeenten

## Demografie
Onderstaande figuur toont het verloop van het inwonertal (bron: INSEE-tellingen).

## Verkeer en vervoer
In de gemeente staat het spoorwegstation Dettwiller.